# Fibre minérale
La fusion puis le fibrage de divers minéraux permet de produire des fibres (notamment utilisables pour produire des textiles spéciaux) ou des laines minérales plus ou moins denses et stables.

Il existe deux types de fibres minérales : celles qui sont directement issues de roches (exemples : amiante, wollastonite, sépiolite) et celles qui sont artificiellement produites à partir de minéraux (on parle alors de fibres minérales synthétiques (exemples : fibre de verre ou laine de verre produites à partir de la silice, laine de roche, fibre céramique réfractaire, fibre d'alumine). Les minéraux recherchés pour produire des fibres le sont pour leurs qualités d'inertie chimique et/ou thermique, parfois pour leurs propriétés optiques ou piézoélectriques mais d'abord pour leurs propriétés vitrifiantes.
La plupart de ces fibres, quand elles sont fines et si elles sont inhalées, sont susceptibles de poser de graves problèmes de santé. Elles sont également irritantes si elles pénètrent dans la peau ou les yeux.
Rappel : on parle de fibre pour toute « particule allongée dont la longueur est au moins trois fois supérieure au diamètre ».

## Définitions
Les fibres minérales n'ont pas de définition très précise. 

Le  terme  « particule  minérale  allongée » (PMA) s’applique à toute particule minérale ayant un  rapport d'allongement supérieur à 3 (L/D > 3), sans tenir compte de son origine (asbestiforme ou non asbestiforme). 

Les études se sont focalisées sur les PMA pouvant être inhalées (D < 3 μm) mais des travaux récents questionnent aussi le risque d'ingestion.
Dans un rapport de 2015 l'ANSES a retenu les définitions suivantes : 
- Dans l’air, les fibres quantifiées dans la mesure des niveaux d’empoussièrement  sont  celles  ayant  une  longueur  minimale  de  5 μm,  un  diamètre  maximal  de  3 μm,  et  un  rapport d’allongement supérieur à 3 (L > 5 μm ; D < 3 μm et L/D > 3). 
Ces dimensions font  référence  à  la  définition  par  l’Organisation mondiale de la santé (OMS) d’une  fibre  susceptible d’être inhalée[2].
- Dans  les  matériaux, les dimensionnels  à  prendre  en  compte pour qualifier la présence de fibres d’amiante n'ont jamais été fixés par une légisaltion mais la norme NF X 43-050 spécifie que les fibres recherchées au microscopie  électronique  à  transmission  analytique  (META) sont des objets morphologiquement caractérisés par un rapport d’allongement supérieur à 3.
- Un "fragment de clivage" est une particule minérale fibreuse issues  de la  fragmentation d’amphiboles non asbestiformes, et ayant les dimensions d’une fibre [2].

## Typologie
En 2012, plus de 70 variétés de fibres minérales artificielles sont disponibles sur le marché.
Les plus connues sont :
- les fibres céramiques ;
- les fibres de roche ;
- les fibres de laitier ;
- les fibres de verre.

## Toxicologie, écotoxicologie
Toutes les fibres minérales sont considérées comme potentiellement dangereuses ou dangereuses de manière avérée pour la santé qu'elles soient naturelles ou synthétiques.
Selon l'INRS, la plupart de ces fibres (même autres que l'amiante) peuvent pénétrer dans l'organisme (via inhalation en général) et provoquer de graves atteintes à la santé. De telles fibres peuvent être perdues dans l'air ou dans l'eau à la suite du vieillissement de matériaux isolants ou autres produits contenant des fibres minérales (non biodégradables).

« Les données permettant de juger de leur toxicité sont encore souvent incomplètes » ; selon l'INRS, « En l’absence d’information suffisante, la prudence doit l’emporter ».
La toxicité de ces fibres est intrinsèque (matériaux toxiques ou forme toxique comme pour l'amiante) ou exacerbée par des additifs (liants…), et varie selon la durée de rétention dans les poumons (biopersistance), leur forme, leur dimension, et leur capacité à migrer dans l'organisme (importante dans le cas des nanofibres). 
Elle se manifeste notamment lors de la dégradation physique des produits ou lors de l'élimination de ces produits en fin de vie, via les filières de gestion et traitement des déchets.
Elles peuvent causer des allergies cutanées ou respiratoires graves.

Les fibres les plus longues et les plus fines sont plus dangereuses notamment si inférieures à 3,5 μm, car cette petite taille facilite l'inhalation profonde et la persistance dans le poumon, avec risque de fibrose pulmonaire ou de migration vers d'autres organes. La fonction pulmonaire se dégrade alors avec une insuffisance respiratoire et de possibles plaques pleurales, cancers (du poumon et de la plèvre surtout),.

Si des fibres pénètrent les cellules, leur présence peut perturber la division cellulaire et induire des mutations génétiques.
Pour l'INRS (2011), les FCR (fibres céramiques réfractaires) constituées de silicates d'aluminium sont classées comme cancérogène avéré par l'Union européenne (valeur limite d'exposition : à 0,1 fibre/cm3 en moyenne sur 8 heures.

L'INRS considère que ces fibres sont « potentiellement aussi dangereuses que l'amiante. Les mesures de prévention, en particulier lors des opérations de retrait, doivent donc être similaires. La mesure prioritaire est le remplacement de ces fibres par des matériaux moins dangereux (laines d'isolation à hautes températures) ou le recours à des procédés évitant de les utiliser ».

## Règlementation
Outre de nombreux textes concernant l'amiante, il existe une directive de l'Union européenne relative aux substances dangereuses classant les fibres céramiques parmi les agents irritants ou cancérogènes possibles.
Les laines minérales sont cependant non classées cancérogènes. Et elles ne sont plus classées irritantes pour la peau.

## Usages
Les fibres céramiques réfractaires, les fibres minérales et plus récemment les fibres de carbone sont utilisées dans un très grand nombre de domaines d'activité. Certaines remplacent l'amiante contre le feu, ou en isolation thermique et acoustique.
Les fibres minérales (non-biodégradables) ont de nombreux usages, par exemple comme matériau de filtration, charge ou support du culture hydroponique. On en trouve dans de nombreux matériaux composites qu'elles viennent renforcer.

## Détection et analyse
Les fibres minérales sont observables au microscope optique (en lumière polarisée) ou au microscope électronique à partir d'échantillons de matériaux, d'air (filtrat, dépôt) ou d'eau (filtrat, dépôt).

## Alternatives
Des fibres d'origine végétale ou animale peuvent être utilisées, éventuellement traitées contre le feu ou « rendues relativement imputrescible » (exemples : lin ou chanvre ; minéralisé par rouissage). 
Dans le domaine des isolants, des mousses (exemple : mousse polyuréthane) sont souvent substituées aux fibres, plus isolantes à épaisseur identique, mais plus coûteuses et posant parfois d'autres problèmes environnementaux.